# Torri costiere della Repubblica di Siena

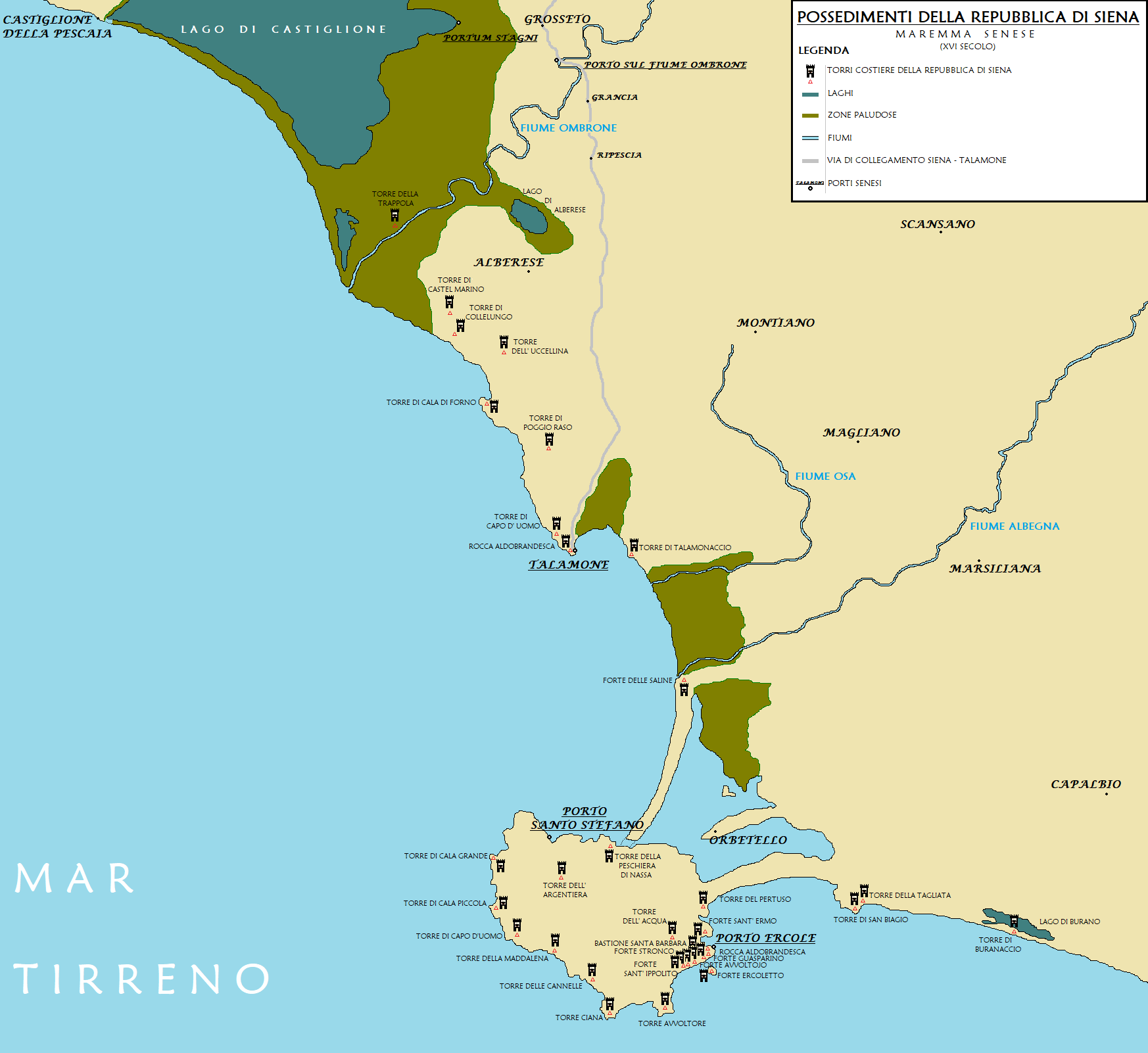
Torri costiere della Maremma Grossetana nel XVI secolo durante il dominio della Repubblica di Siena

Le torri costiere della Repubblica di Siena svolgevano un fondamentale ruolo difensivo a protezione del litorale della Maremma Senese.

## Storia
La Repubblica di Siena nella sua progressiva crescita territoriale vide i suoi confini espandersi specialmente nei territori della Toscana meridionale dell’attuale provincia di Grosseto. Il possesso di uno “sbocco sul mare” da parte di Siena fu quindi una naturale continuazione della sua politica espansionistica e commerciale nella Maremma Grossetana con la conquista dei porti di Talamone nel 1303, Porto Ercole e Porto Santo Stefano nel 1412. Per opporsi alle frequenti incursioni piratesche, Siena si volle dotare di un sistema di torri efficiente attraverso la costruzione di nuove strutture militari e potenziando le più antiche torri costruite dalla famiglia Aldobrandeschi (a capo dei territori della Contea di Sovana e della Contea di Santa Fiora), per svolgere funzioni difensive ed offensive, o semplici attività di avvistamento.
Il sistema difensivo Senese in Maremma raggiunse il suo apice verso la metà del XVI, quando furono realizzate molte opere militari per meglio difendere il Monte Argentario e Porto Ercole durante la Guerra di Siena. 
Con la perdita dell'indipendenza da parte di Siena e la creazione del Granducato di Toscana, gran parte delle torri costiere che furono della Repubblica di Siena entrarono a far parte del nascente Stato dei Presidi nel 1557.

## Elenco di fortificazioni e torri costiere
Di seguito, è riportato l'elenco delle fortificazioni e delle torri costiere della Provincia di Grosseto suddivise per singolo Comune.
- Capalbio:
  - Torre di Buranaccio presso il Lago di Burano

- Grosseto:
  - Torre della Trappola
  - Torre di Castel Marino
  - Torre di Collelungo
  - Torre dell'Uccellina

- Magliano in Toscana:
  - Torre di Cala di Forno

- Monte Argentario:
  - Torre della Peschiera di Nassa
  - Torre dell'Argentiera
  - Torre di Cala Grande
  - Torre di Cala Piccola
  - Torre di Capo d'Uomo
  - Torre della Maddalena
  - Torre delle Cannelle
  - Torre Ciana
  - Torre Avvoltore
  - Torre dell'Acqua nei pressi di Porto Ercole
  - Rocca aldobrandesca di Porto Ercole
  - Bastione di Santa Barbara di Porto Ercole

- Orbetello:
  - Rocca aldobrandesca di Talamone
  - Torre di Poggio Raso presso Talamone
  - Torre di Capo d'Uomo presso Talamone
  - Torre di Talamonaccio
  - Forte delle Saline ad Albinia
  - Torre di San Pancrazio ad Ansedonia
  - Torre di San Biagio ad Ansedonia
  - Torre della Tagliata

## Fortificazioni e torri costiere scomparse
- Torre del Pertuso a Monte Argentario
- Forte Avvoltojo a Porto Ercole
- Forte Sant'Ermo a Porto Ercole
- Forte Stronco a Porto Ercole
- Forte Ercoletto a Porto Ercole
- Forte Guasparino a Porto Ercole
- Forte Sant'Ippolito a Porto Ercole